# Ia RBol
Ia RBol là một xã thuộc tỉnh Gia Lai, Việt Nam.
Xã Ia RBol có diện tích 85,78 km², dân số năm 2007 là 3.656 người, mật độ dân số đạt 43 người/km².